# رود بوسويل
رود بوسويل (بالإنجليزية: Rod Boswell)‏ هو فيزيائي أسترالي، ولد في 1932.